# ويليام فيسيندن ألين
ويليام فيسيندن ألين هو سياسي أمريكي، ولد في 1831، وتوفي في 1906.